# Festival du cinéma japonais contemporain Kinotayo 2021
Le Festival du cinéma japonais contemporain Kinotayo 2021, 15e édition du festival, s'est déroulé du 7 au 18 décembre 2021 à Paris.

## Jury
- Laure Giroir
- Alice Lahourcade
- Pascal-Alex Vincent

## Sélection[1],[2]

### En compétition
- A Balance (Yuko No Tenbin?) de Yujiro Harumoto
- A Garden of the Camellias (椿の庭, Tsubaki no Niwa?) de Yoshihiko Ueda
- La Ville en deux strates (?) de Haruka Komori et Natsumi Seo
- Sayonara TV (?) de Koji Hijikata
- Suis-moi, je te fuis (本気のしるし 劇場版, Honki no shirushi: Gekijō ban?) de Kōji Fukada
- Fuis-moi, je te suis (本気のしるし 劇場版, Honki no shirushi: Gekijō ban?) de Kōji Fukada
- Deux minutes plus tard (ドロステのはてで僕ら?) de Junta Yamaguchi
- Aristocrats (あのこは貴族, Ano ko wa kizoku?) de Yukiko Sode

### Séances spéciales
- Les Amants Sacrifiés (スパイの妻, Supai no tsuma?) de Kiyoshi Kurosawa
- Belle (竜とそばかすの姫, Ryū to sobakasu no hime?) de Mamoru Hosoda

#### Écologie & Animation
- De l'autre côté du ciel (えんとつ町のプペル, Entotsu-machi no Poupelle?) de Yusuke Hirota
- Wonderland, le Royaume sans pluie (バースデー・ワンダーランド, Bāsudē Wandārando?) de Keiichi Hara
- Lettre à Momo (ももへの手紙, Momo e no Tegami?) de Hiroyuki Okiura
- Junk Head de Takahide Hori

#### Films & Gastronomie
- Tempura (私をくいとめて, Watashi o kuitomete?) de Akiko Ōku
- La Saveur des Ramen de Eric Khoo
- Les Délices de Tokyo (あん, An?) de Naomi Kawase
- Mochi de Mayumi Komatsu

## Palmarès[3]
- Soleil d'or (prix du public) : Aristocrats (あのこは貴族, Ano ko wa kizoku?) de Yukiko Sode
- Grand Prix : A Garden of the Camellias (椿の庭, Tsubaki no Niwa?) de Yoshihiko Ueda
- Prix du jury : Aristocrats (あのこは貴族, Ano ko wa kizoku?) de Yukiko Sode